# Deutsches Streichtrio
Le Deutsches Streichtrio est un trio à cordes allemand fondé en 1972.

## Historique
Le Deutsches Streichtrio est un ensemble de musique chambre en effectif trio à cordes (soit un violon, un alto et un violoncelle) fondé en 1972.

## Membres
Les membres du Deutsches Streichtrio sont :
- violon : Hans Kalafusz, qui joue sur un violon de Pietro Guarnerius (Mantoue, 1699) ;
- alto : Christian Hedrich (1972-1988), Jürgen Weber (depuis 1988), qui joue sur un alto de Lorenzo Storioni (en) (Crémone, 1780) ;
- violoncelle : Reiner Ginzel, qui joue sur un violoncelle de Giovanni Grancino (en) (Milan, 1690).

## Créations
Le Deutsches Streichtrio est le créateur de nombreuses œuvres, notamment de Nikolaus Brass (en) (Morgenlob), Arthur Dangel (Trio à cordes no 1 et no 2), Ernst Helmuth Flammer (Durée vécue vers l'Éternel, 1999), Hans Werner Henze (Trio in drei Sätzen, 1999), Adriana Hölszky (Innere Welten), Hans-Peter Jahn (de) (Kammermusiktheater, op. 21), Milko Kelemen (Memorys), Joachim Krebs (de) (Trio à cordes no 1), Krzysztof Meyer (Trio à cordes, op. 81, 1994), Krzysztof Penderecki (Trio à cordes, deuxième version, 1991), Anton Ruppert (de) (Streichtrio), Ernest Sauter (Essay), Alessandro Solbiati (en) (Trio d'archi), Carlos Veerhoff (en) (Trios à cordes, op. 56 et op. 67).